# Dane Watts
Anthony Dane Watts (Kansas City, 20 aprile 1986) è un ex cestista statunitense con cittadinanza ivoriana.